# Liste de labels indépendants
Un label indépendant est un label discographique indépendant des majors de l'industrie musicale, aussi bien artistiquement que financièrement.
- Haut – A
- B
- C
- D
- E
- F
- G
- H
- I
- J
- K
- L
- M
- N
- O
- P
- Q
- R
- S
- T
- U
- V
- W
- X
- Y
- Z

## #
- 32 Jazz[2]
- 33 Jazz Records
- 361 Records[3]
- 4AD[1],[4],[5]
- 45 Scientific[6]
- 75 Ark[7]

## A
- Accelera Son
- Adelphi[8]
- Alchemy Records (États-Unis)
- Alchemy Records (Japon)
- Alive Records
- All Around the World[9]
- Alligator[8],[10],[11]
- Allumés du Jazz
- Alternative Tentacles
- Amphetamine Reptile[12]
- Anjunabeats[13]
- Ankst
- Anticon.
- Arhoolie Records[8]
- Armada Music[13]
- Asthmatic Kitty[5],[14]
- Atma Classique
- Autonome records

## B
- Babygrande Records[15]
- BAM
- Bar/None Records
- Barrelhouse Records
- Bear Family
- Beast Records
- Because Music
- Beggars Banquet[16]
- Les Disques Bien
- Big Dada
- Black & Blue[17]
- Black & Noir : label angevin gravitant autour du groupe Les Thugs
- Black Top
- Blanco y Negro
- Blue Moon
- Bluebird
- Bluesiac
- Bluesville
- Bluesway
- Bomp! Records[8]
- Bondage Records[17]
- Boner Records
- Bonzai Records
- Border Community
- Born Bad[18],[19]
- B.O.S.S.
- Boucherie Productions[17]
- Boxon Records[20]
- Brainfeeder[5]
- Buda Musique[21]

## C
- C/Z Records
- Café del Mar
- Cambra
- Candlelight Records
- Carpark Records[5]
- Capitol Records
- Captured Tracks[4],[22]
- Century Media[23]
- Chandos[24]
- Le Chant du Monde
- Chief
- Chemikal Underground
- Cherrie
- Citizen Records
- Claves Records
- Closer Records[17]
- Cold Meat Industry
- Collectables
- Colpix
- Compagnie Jolie Môme
- Concord Jazz[8],[24]
- La Confiserie
- Constellation Records
- Cooking Vinyl[16]
- Crammed Discs
- Crapoulet Records
- Crash Disques
- Creation Records[4],[25],[26]
- Créative Sources recordings
- Cristal Records
- Crydamoure
- Curb
- Cypres records

## D
- Dare to Care Records
- Dark Horse Records : label fondé en 1974 par George Harrison
- Death Row Records[27]
- Deceptive Records
- Def Jam Recordings (débuts)[27]
- Delmark
- DFA[4],[22]
- Dialektik Records
- Diffusion phonographique populaire
- Dim Mak Records
- Dine Alone Records
- Disc AZ
- Discograph
- Discos Radiactivos Organizados
- Disjuncta
- Les Disques du Soleil et de l'Acier[17]
- Disques Nuits d'Afrique
- Les Disques SRC
- Disques TOX
- DixieFrog
- La Dolce Volta
- Domino Records[4],[5]
- Drag City[22]
- DreamWorks Records
- Duck Down Music[28]
- Dutch East India Trading
- Dynamica

## E
- Earache[23],[29]
- Ecstatic Peace!
- Ed Banger Records
- empreintes DIGITALes
- End All Life Productions
- Entertainment One Music[15]
- Entreprise
- Epitaph
- Erstwhile Records
- ESP-Disk
- Evidence
- Excello
- Extasy

## F
- F Communications[17]
- Factory Records[4],[25],[26]
- Fania
- Fantasy
- Fargo Records
- Fast Product
- Fat Possum[22]
- Fat Wreck Chords
- Fatstart Records
- Fearless
- Fiction Records
- Flyright
- Folkways Records
- Fool's Gold[14],[15]
- Foutadawa
- Freaksville Records
- Free-Will
- Frémeaux & Associés
- Frenchkiss Records[14]
- Fueled by Ramen
- Funk Volume[28]
- Futura

## G
- Galaxy
- Gazell
- Ghostly International[5],[14]
- Gold Star
- Gooom Disques
- Gougnaf Mouvement[17]
- Grosse Boîte
- GRRR
- GSI Musique

## H
- Hands Productions
- Harmonia Mundi[24]
- Heavenly Recordings[4]
- Hed Kandi
- Holy Records
- Homestead Records
- Honest Jon's
- Hostile Records[17]
- Howlin' Banana Records
- Hydra Head Records
- Hyperion[24]

## I
- Island Records
- Ici, d'ailleurs...[17]

- Igloo Records
- Important Records
- In the Red[22]
- InFiné
- Ipecac Recordings[30]

## J
- Jagjaguwar[5],[22]
- Jarrah Records[31]
- Jarring Effects[32]

## K
- K Records[22]
- Keltia Musique
- Kill Rock Stars[4],[22]
- Kilomaître Production
- King Records (États-Unis)
- King Records (Japon)
- Kitsuné
- Kitty-Yo
- Kranky[5],[22]
- Kütu Folk Records

## L
- Laborie
- Labels
- Leaf
- Lithium[17]
- Lo Recordings
- Load[14]
- Lookout! Records

## M
- Magnatune
- Magnum Force
- Maison de Soul
- Mammoth Records
- Man's Ruin Records
- Marge
- Matador[22]
- MCA
- Mello Music Group[15]
- Merge Records[14]
- Metal Blade[29]
- Mille Plateaux[33]
- Ministry of Sound[16]
- Modern[34]
- Mons Records
- Monstercat[35]
- Morr Music
- Murderecords
- Music Maker
- Musicomptoir
- Mute Records[1],[4],[16]

## N
- Naïve Records
- Napalm Records
- Naxos[24]
- Nervous Records
- New Rose[17]
- Ninja Tune[5],[16],[35]
- Nitro Records : fondé par Dexter Holland et Greg K du groupe The Offspring
- No Format![36]
- No Limit[27]
- Nova Express
- Nuclear Blast[29]

## O
- Objet Disque[19]
- OgreOgress
- Olivia Records[8]
- One Little Indian[37]
- One Way
- Opposite Prod
- Osmose Productions

## P
- P572
- P.S.F. Records
- Pan European Recording[18]
- Paw Tracks[14]
- Peaceville[29]
- PIAS
- Pickwick Records
- Planet Mu[38]
- Platinum records[17]
- Potlatch
- Priority
- Profile
- Prophase Music
- Putumayo World Music
- P-Vine Japan

## Q
- Quantum classic

## R
- R&S Records[5]
- Rawkus Records
- Record Makers
- Rectangle[17]
- Réflexes[17]
- Rejoyce Musique
- Relapse[23],[29]
- Rephlex
- Repulse records
- Revealed Recordings
- Rhino[8]
- Righteous Babe Records
- Roadrunner[23]
- Roc-A-Fella Records[27]
- Rock Radical Records
- Rooster blues
- Rough Trade[4],[5],[8],[26],[39]
- Roulé[17] : fondé par Thomas Bangalter, membre du duo électronique français Daft Punk
- Rounder[8],[11]
- RPM[34]
- Ruff Ryders Entertainment[27]
- Rune Grammofon
- Ruthless Records

## S
- Sacred Bones[5],[14]
- Saddle Creek Records
- Sarah Records[4]
- Saravah
- Scorpio Music
- Season of Mist
- See for Miles
- Send The Wood Music
- Shama
- Shanachie Records[8],[10]
- Shitkatapult
- Shrimper Records
- Six-O-Nine
- Skin Graft Records
- Slam Disques
- Slash Records[8]
- Slumberland Records[14]
- Small Wonder[26]
- Smells Like Records
- So So Def[27]
- Sober and Gentle
- Solid[17]
- Sonic Belligeranza
- Sonic Images
- Sordide Sentimental[17]
- Soul Jazz Records
- Sounds Around Records
- La Souterraine[19]
- Southern Records
- Specialty[34]
- Spinefarm Records
- Spinnin' Records[40]
- SST[4],[12]
- Stiff Records[4],[8],[26]
- Stones Throw[5],[15],[22]
- Str8line Records
- Strange Music[28],[15]
- Sub Pop[4],[5],[10],[12]
- Sub Rosa
- Sugar Hill Records[8],[10]
- Sun Records
- Syllart

## T
- Talitres[36]
- Tallac Records
- Telarc
- Teldec
- Temporary Residence[14]
- Thélème
- Third Man Records
- Third Side Records
- Thirsty Ear[24]
- Time Records[10]
- Tomato Records
- Too Pure[41]
- Top Dawg Entertainment[15]
- Tôt ou tard[36]
- Touch and Go Records
- Tricatel[18]
- Trix
- Trojan Records[4]
- Tzadik[22]

## U
- Ultimae Records[42]
- Ultra Records[10]
- Underdog[43]
- Urban Music Tour[44]

## V
- V2[16]
- Vand'Œuvre
- Vanguard
- Versatile Records[17]
- Vicious Circle Records[17]
- Village Vert[17]
- Vinilkosmo[45]
- Vinyl Solution
- VP Records[10]

## W
- Wall of Sound[16]
- Warp Records[4],[5],[16]
- Wati B[46]
- Westindian Records
- Wichita Recordings[4]
- Windham Hill Records[8]
- Wolf + Lamb[22]

## X
- XL Recordings[4],[5]
- Xtreem Music

## Y
- Young Money Entertainment
- Young Turks[5]

## Z
- ZE Records[8]
- Zappruder Records